# Chorba

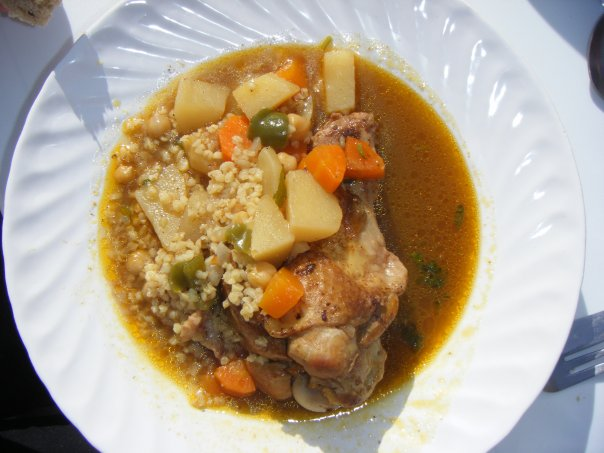
Ein Teller Chorba

Chorba ist eine maghrebinische Suppe und ist in Algerien, Tunesien und Libyen gleichermaßen verbreitet. In Marokko und Westalgerien entspricht ihr die Harira.
Etymologisch leitet sich der Name vom arabischen Wort شربة für „Flüssigkeit“ her. Chorba ist eine typische Ramadanspeise, die zum abendlichen Fastenbrechen gereicht und im Rahmen der religiös motivierten Armenspeisung ausgegeben wird. Sie findet sich heute aber auch auf der Speisekarte von Restaurants.
Chorba ist eine leichte Suppe, die Lamm- oder Hammelfleisch, Tomate und Suppennudeln oder Weizenschrot (Frik) enthält. Weitere Gemüse können nach Verfügbarkeit hinzukommen, beispielsweise Karotten, Zwiebeln oder Zucchini. Das genaue Rezept variiert: so kann tunesische Chorba oft Kalb oder Rind enthalten, sie ist auch schärfer gewürzt als die algerische, die grundsätzlich Koriander und Minze enthält und meist mit Frik gekocht wird usw.
In Rumänien und dem Balkangebiet gehört eine Reihe von Chorba-Variationen zur lokalen Küche. Das sind saure Fleisch- bzw. Fisch-Suppen, von denen die mit Fleischklösschen Ciorbă de perișoare genannt wird.